# 阿宾斯克电冶金厂
阿宾斯克电冶金厂（俄语：ООО «Абинский электрометаллургический завод»）一家俄罗斯的黑色冶金企业以及冶金产品制造商，本公司位于克拉斯诺达尔边疆区阿宾斯克市。

## 发展历程
2007年阿宾斯克电冶金厂正式开始建设。2010年7月轧钢车间正式开工。 2011年第二轮规划建设正式开工- 电炉炼钢生产线全线开工，黑色金属的年产量可达130万吨。该项目于2013年正式竣工。此时石灰车间与电炉炼钢车间同时开工。 2015年该生产综合体通过启动制氧生产线实现了自主生产。 2015年11月电炉炼钢车间生产出了第一批100万吨钢材。 2016年5月第二台轧机投入使用。
同年在克拉斯诺达尔边疆区区长韦尼亚明·伊万诺维奇·康德拉季耶夫的积极支持和参与下举行隆重的奠基仪式 —此时阿宾斯克电气冶金钢厂开始规划建设金属制品车间。车间于2016年3月20日投入使用。2016年培训中心成立，该培训中心已获得政府颁发的办学许可证，以培训职工技能。2018年8月电炉炼钢车间生产出了140 224吨连铸坯。

## 企业组织结构
本企业由五个生产车间(炼钢、轧钢、金属制品、制氧、石灰)组成，由一条统一的技术链连接在一起。企业组织结构还包括基础设施车间和工厂管理部门。 阿宾斯克电气冶金钢厂电镀车间的钢材年产量约为150万吨。目前车间冶炼和铸造各种牌号材料的钢材。 
型材轧制车间生产大型和小型轧材，以及钢盘条。每年可生产约110万吨钢材。 阿宾斯克电冶金厂的金属制品生产是以生产金属制品的钢丝绳车间为主而进行的生产。钢丝车间年产量为85000吨。 阿宾斯克电冶金厂的氧气制造厂每年可以生产11万吨液氧。除此之外，本公司生产液态氩（年产5600吨）和液氮气（年产4500吨)。

## 生产经营活动
2018年阿宾斯克电冶金厂的营业总额达29.39亿卢布。因此，本公司进入克拉斯诺达尔边疆区工业公司班排行榜前十 (在俄罗斯商业咨询日报排行榜中排第3名)同年阿宾斯克电冶金厂获得了“2018年高科技领域年度出口商奖”，并出口200亿卢布的产品。 2019年阿宾斯克电冶金厂收购了谢韦尔钢铁公司的巴拉科沃电炉炼钢厂，巴拉科沃电炉钢厂位于萨拉托夫州，该工厂专业生产建筑钢筋钢材、角钢及槽型材。